# نادي بورتيمونينسي
نادي بورتيمونينسي لكرة القدم (بالبرتغالية: Portimonense Sporting Clube) هو نادي كرة قدم برتغالي تأسس في سنة 1914 في منطقة بورتيماو في البرتغال، يلعب النادي في الدوري البرتغالي لكرة القدم .

## اللاعبون
| الرقم |  | المركز    | لاعب                                   |
| ----- |  | --------- | -------------------------------------- |
| 1     |  | حارس مرمى | حمزة علاء (مصر)                        |
| 3     |  | مدافع     | لوكاس بوسيجنولو ‏                       |
| 4     |  | مدافع     | جادسون                                 |
| 5     |  | وسط       | رومولو (على سبيل الاعارة من لوندرينا ) |
| 6     |  | مدافع     | إيمانويل هاكمان ‏                       |
| 7     |  | وسط       | منكر                                   |
| 9     |  | مهاجم     | جاكسون مارتينيز                        |
| 10    |  | مهاجم     | برونو تاباتا                           |
| 11    |  | مهاجم     | مارلوس مورينو (معار منمانشستر سيتي )   |
| 12    |  | مهاجم     | ريكاردو فاز تي                         |
| 13    |  | مهاجم     | مهند علي (معار من الدحيل )             |
| 16    |  | حارس مرمى | شويتشي جوندا                           |
| 17    |  | مهاجم     | أندرسون أوليفيرا                       |

| الرقم |  | المركز    | لاعب                                       |
| ----- |  | --------- | ------------------------------------------ |
| 19    |  | مدافع     | هنريك                                      |
| 20    |  | وسط       | Luquinha                                   |
| 21    |  | وسط       | بيدرو سا                                   |
| 22    |  | مدافع     | كوكي أنزاي                                 |
| 23    |  | مدافع     | جونيور تافاريس (معار من ساو باولو )        |
| 26    |  | حارس مرمى | صموئيل البرتغال                            |
| 28    |  | مدافع     | ويليان                                     |
| 29    |  | وسط       | لوكاس فرنانديز                             |
| 77    |  | وسط       | أيلتون بوا مورتي                           |
| 80    |  | مهاجم     | إيفانز منساه (على سبيل الإعارة من الدحيل ) |
| 88    |  | وسط       | برونو كوستا                                |
| 92    |  | مدافع     | رودريغو فريتاس (معار من ساو باولو)         |

## التاريخ
كان بورتيمونينسي متواجدًا بانتظام في دوري الدرجة الأولى البرتغالي، وحتى أنه نال المركز الخامس في الدوري البرتغالي الممتاز 1984-85 - وتضمنت أبرز تعادل أبيض (0-0) في قواعده ضد بنفيكا وسبورتينغ لشبونة - مما سمح له بالمشاركة في كأس الاتحاد الاوروبي في الموسم 1985-86. أُقصي الفريق في الجولة الأولى من تلك المنافسة من قبل نادي بارتيزان اليوغوسلافي.
في عقدي 1990 و2000، لعب النادي في المقام الأول في دوري الدرجة الأولى، بينما كان لديه فترة وجيزة في المستوى الثالث . في 2009-2010، بدأ الفريق وعلى رأسه الأنغولي ليتو فيديجال، ولكن عندما غادر إلى نادي أونياو ليريا، تولى لاعب الوسط الرياضي السابق Litos المسؤولية، وقاد الفريق إلى احتلال المركز الثاني، خلف نادي بيرا مار، وبالتالي أعاد الفريق إلى مواجهات القمة بعد 20 عامًا بالضبط من الغياب؛ وسجل البديل ويلسون إدواردو الهدف الوحيد ل UD Oliveirense ‏ لضمان الصعود.
في منتصف موسم 2010-11، طُرد Litos بسبب النتائج السيئة، حيث احتل بورتيمونينسي المرتبة ما قبل الأخيرة ونزل للدرجة الدنيا. واجه الفريق المصير نفسه في الموسم التالي، حتى وصل إلى ترتيب أسوأ؛ ومع ذلك،أعيد بورتيمونينسي بعدما لم يسمح لنادي فارزيم بالصعود من القسم الثالث بسبب المخالفات المالية.
فاز بورتيمونينسي ببطولة ليغا برو 2016-17 وبه عاد إلى القمة بعد ست سنوات ؛ أدار فيكتور أوليفيرا المنافسة، والذي بدأ مسيرته التدريبية مع النادي قبل ثلاثة عقود وفاز بالتتويج للمرة الخامسة على التوالي. انخفض الفريق في اليوم الأخير من موسم 2019-20، حيث فازالمنافسان نادي تونديلا ونادي فيتوريا سيتوبال بمبارياتهما أيضًا، الرغم من أنهما استعادا نتيجة مخالفات النادي الأخير.